# Fine-Air-Flug 101
Am 7. August 1997 stürzte eine Douglas DC-8-61F auf dem Fine-Air-Flug 101 kurz nach dem Start vom Flughafen Miami ab. Bei dem Unfall kamen alle drei Besatzungsmitglieder, ein Sicherheitsmitarbeiter sowie eine Person am Boden ums Leben.

## Flugzeug
Das Flugzeug der US-amerikanischen Fine Air war eine zum Frachter umgebaute Douglas DC-8-61, die zum Unfallzeitpunkt 29 Jahre alt war. Eigentlich sollte der Frachtflug mit der DC-8 mit dem Kennzeichen N30UA durchgeführt werden, aber aufgrund einer Verzögerung wurde eine andere DC-8 (N27UA) verwendet. Die DC-8 wurde ab 10:30 Uhr beladen. Dieser Vorgang war um 12:06 Uhr beendet.

## Verlauf

Die Absturzstelle

Um 12:35 Uhr begann Flug 101 mit dem Start von Startbahn 27R (heute 26L). Kurz vor Erreichen der Abhebegeschwindigkeit gab es einen dumpfen Schlag und nach dem Abheben einen weiteren. Die Nase der DC-8 erhob sich steil nach oben und es kam zum Strömungsabriss. Die Piloten versuchten, die Nase der Maschine nach unten zu drücken, doch dann ging diese erneut nach oben und es kam wieder zu einem Strömungsabriss. Das Flugzeug stürzte mit dem Bug nach oben auf die 72nd Avenue und rutschte in ein Geschäft. Alle Personen an Bord und ein Mensch am Boden starben.

## Unfallursache
Die Ermittlungen ergaben, dass die DC-8 falsch beladen wurde und deshalb der Schwerpunkt zu weit hinten lag.

## Mediale Rezeption
Der Unfall wurde unter dem Titel Tödliche Neigung (Deadly Pitch) in der Episode 5 der Staffel 19 von Mayday – Alarm im Cockpit verfilmt.

## Sonstiges
- National-Air-Cargo-Flug 102, bei dem aufgrund verrutschter Ladung eine Boeing 747 abstürzte. (2013)